# Voldemort
Tom Elvis Jedusor (Tom Marvolo Riddle en version originale), également appelé « Lord Voldemort », est un personnage de la saga Harry Potter écrite par J. K. Rowling. Il est le principal antagoniste de l'histoire.
C'est un sorcier doté de pouvoirs considérables, qui cherche à s'imposer sur le monde des sorciers afin de remodeler celui-ci selon ses idéaux. Il est appelé « le Seigneur des Ténèbres » par ses fidèles mangemorts, « Tu-Sais-Qui » ou « Celui-Dont-On-Ne-Doit-Pas-Prononcer-Le-Nom » par la population magique qu'il terrifie, ou tout simplement « Voldemort » par Harry Potter et quelques-uns des membres de l'ordre du Phénix, destiné à le contrer.
J. K. Rowling en fait mention dès le premier chapitre du premier livre, Harry Potter à l'école des sorciers. Voldemort apparaît sous différentes formes dans six des sept livres, l'exception étant le troisième, Harry Potter et le Prisonnier d'Azkaban, où il n'est que mentionné. La saga s'achève sur sa défaite et sa mort face à Harry Potter.
Au cinéma, Voldemort est interprété principalement par Ralph Fiennes.

## Caractéristiques

### Description
Dans sa jeunesse, Tom Elvis Jedusor était de grande taille, pâle, aux cheveux noirs, beau garçon, poli, intelligent, avec les joues creuses et des yeux noirs. La création progressive de ses horcruxes à des fins d'immortalité a considérablement modifié son apparence, au point que peu de gens ont reconnu son identité lorsqu'il est apparu sous le nom de Voldemort. Son crâne devenu chauve est alors semblable à une tête de serpent, avec deux fentes en guise de narines, des yeux rouges et aux pupilles verticales, et le teint extrêmement pâle.
Voldemort est décrit comme étant intelligent et impitoyable. Il est l'un des plus grands Legilimens et un très bon Occlumens ; il peut lire dans les esprits et protéger son propre mental contre toute tentative d'intrusion. Selon Dumbledore, Voldemort aurait été l'étudiant le plus brillant que Poudlard ait jamais connu et sa connaissance en matière de magie serait plus étendue que celle de tout autre sorcier vivant. Aucune arrogance ni agressivité n'était détectée par les professeurs, émanant de lui et envers les autres élèves. Dumbledore le décrit même comme ayant été un garçon poli, sage, avide d'apprendre et ayant attiré l'attention et la sympathie du corps enseignant. Seul Dumbledore, instruit par le passé trouble de Jedusor à l'orphelinat, a toujours conservé une certaine méfiance vis-à-vis de lui. Dumbledore serait par ailleurs le seul sorcier craint par Voldemort. Il souffre en réalité d'une peur profonde de la mort, qu'il considère comme une faiblesse humaine honteuse et ignominieuse. Selon Rowling, son épouvantard serait son propre cadavre.
Voldemort, comme tous les membres de sa famille ancestrale, est un Fourchelang, ce qui signifie qu'il peut converser avec des serpents. Cette compétence a été héritée de son ancêtre, Salazar Serpentard. Lorsque Voldemort tente de tuer Harry, sa capacité à parler le Fourchelang s'est transmise au garçon à travers son fragment d'âme. Il a en réalité, sans le savoir, créé un horcruxe supplémentaire et involontaire en la personne de Harry. Le mage noir reste connecté au garçon via la cicatrice qu'il a infligée à ce dernier, depuis que son sortilège de mort le ciblant a rebondi sur lui. La cicatrice de Harry sert d'indicateur de la présence de Voldemort : elle brûle lorsque le Seigneur des Ténèbres est proche ou lorsqu'il ressent une émotion intense. La cicatrice confère donc à Harry une fenêtre magique pour lire dans l'esprit de Voldemort. Au cours de l'histoire, ce lien sert et dessert à la fois chacun d'eux. Lorsque le fragment est détruit, Harry perd ses facultés communes avec Voldemort.

### Nom et étymologie

#### Anagramme et traductions
Dans la version traduite en français par Jean-François Ménard, « Voldemort » est issu de l'anagramme tirée du nom français du sorcier : Tom Elvis Jedusor (« Je suis Voldemort »). En version originale (anglais), le véritable nom est Tom Marvolo Riddle (Riddle signifiant aussi « énigme ») ; il forme ainsi l'anagramme « I am Lord Voldemort ».
Dans les versions traduites de Harry Potter et la Chambre des secrets, le nom d'origine de Voldemort est généralement changé pour adapter l'anagramme dans la langue traduite.

#### Origine
Le surnom « Voldemort » (identique en français et en version originale) se compose des trois mots français « vol », « de » et « mort ». J. K. Rowling a par ailleurs reconnu les racines françaises de ce surnom. Selon Blandine Le Callet, auteure du livre Le monde antique de Harry Potter, le surnom fait référence au projet meurtrier du personnage et peut avoir plusieurs sens : voler dans les airs et semer la mort ; vouloir la mort de ses ennemis (Volo pouvant également signifier en latin « je veux ») ; ou voler la mort, s'y soustraire, comme tente de le faire le personnage à travers la création de ses horcruxes.

### Famille
L'auteure mentionne la famille Jedusor pour la première fois dans Harry Potter et la Coupe de feu et la famille Gaunt dans Harry Potter et le Prince de sang-mêlé.
La famille Gaunt est une vieille famille de sorciers, persuadés de la supériorité du sang pur au point de développer une forte consanguinité. Elvis Gaunt prétend que sa famille constitue les derniers descendants de Salazar Serpentard.
Elvis Gaunt est également un descendant de Cadmus Peverell, faisant de Harry et Voldemort des parents très éloignés reliés par les frères Peverell.
Dans la pièce Harry Potter et l'Enfant maudit, Voldemort a une fille, Delphi, qu'il a eue avec Bellatrix Lestrange.
| Salazar Serpentard          | Salazar Serpentard          | Salazar Serpentard          | Salazar Serpentard          | Salazar Serpentard          | Salazar Serpentard          |                                 |                                 |                                 |                                 |                                 |                                 |                             |                             | Cadmus Peverell             | Cadmus Peverell             | Cadmus Peverell                                | Cadmus Peverell                                | Cadmus Peverell                                | Cadmus Peverell                                |                                                |                                                |                            |                            |                                 |                                 |                                 |                                 |                                 |                                 |
| Salazar Serpentard          | Salazar Serpentard          | Salazar Serpentard          | Salazar Serpentard          | Salazar Serpentard          | Salazar Serpentard          |                                 |                                 |                                 |                                 |                                 |                                 |                             |                             | Cadmus Peverell             | Cadmus Peverell             | Cadmus Peverell                                | Cadmus Peverell                                | Cadmus Peverell                                | Cadmus Peverell                                |                                                |                                                |                            |                            |                                 |                                 |                                 |                                 |                                 |                                 |
|                             |                             |                             |                             |                             |                             |                                 |                                 |                                 |                                 |                                 |                                 |                             |                             |                             |                             |                                                |                                                |                                                |                                                |                                                |                                                |                            |                            |                                 |                                 |                                 |                                 |                                 |                                 |
|                             |                             |                             |                             |                             |                             |                                 |                                 |                                 |                                 |                                 |                                 |                             |                             |                             |                             |                                                |                                                |                                                |                                                |                                                |                                                |                            |                            |                                 |                                 |                                 |                                 |                                 |                                 |
|                             |                             |                             |                             |                             |                             |                                 |                                 |                                 |                                 |                                 |                                 |                             |                             |                             |                             |                                                |                                                |                                                |                                                |                                                |                                                |                            |                            |                                 |                                 |                                 |                                 |                                 |                                 |
|                             |                             |                             |                             |                             |                             |                                 |                                 |                                 |                                 |                                 |                                 |                             |                             |                             |                             |                                                |                                                |                                                |                                                |                                                |                                                |                            |                            |                                 |                                 |                                 |                                 |                                 |                                 |
|                             |                             |                             |                             |                             |                             | Elvis Marvolo Gaunt (?-c. 1927) | Elvis Marvolo Gaunt (?-c. 1927) | Elvis Marvolo Gaunt (?-c. 1927) | Elvis Marvolo Gaunt (?-c. 1927) | Elvis Marvolo Gaunt (?-c. 1927) | Elvis Marvolo Gaunt (?-c. 1927) |                             |                             |                             |                             | Thomas Jedusor (1880-1943)                     | Thomas Jedusor (1880-1943)                     | Thomas Jedusor (1880-1943)                     | Thomas Jedusor (1880-1943)                     | Thomas Jedusor (1880-1943)                     | Thomas Jedusor (1880-1943)                     |                            |                            | Mary Jedusor (1883-1943)        | Mary Jedusor (1883-1943)        | Mary Jedusor (1883-1943)        | Mary Jedusor (1883-1943)        | Mary Jedusor (1883-1943)        | Mary Jedusor (1883-1943)        |
|                             |                             |                             |                             |                             |                             | Elvis Marvolo Gaunt (?-c. 1927) | Elvis Marvolo Gaunt (?-c. 1927) | Elvis Marvolo Gaunt (?-c. 1927) | Elvis Marvolo Gaunt (?-c. 1927) | Elvis Marvolo Gaunt (?-c. 1927) | Elvis Marvolo Gaunt (?-c. 1927) |                             |                             |                             |                             | Thomas Jedusor (1880-1943)                     | Thomas Jedusor (1880-1943)                     | Thomas Jedusor (1880-1943)                     | Thomas Jedusor (1880-1943)                     | Thomas Jedusor (1880-1943)                     | Thomas Jedusor (1880-1943)                     |                            |                            | Mary Jedusor (1883-1943)        | Mary Jedusor (1883-1943)        | Mary Jedusor (1883-1943)        | Mary Jedusor (1883-1943)        | Mary Jedusor (1883-1943)        | Mary Jedusor (1883-1943)        |
|                             |                             |                             |                             |                             |                             |                                 |                                 |                                 |                                 |                                 |                                 |                             |                             |                             |                             |                                                |                                                |                                                |                                                |                                                |                                                |                            |                            |                                 |                                 |                                 |                                 |                                 |                                 |
|                             |                             |                             |                             |                             |                             |                                 |                                 |                                 |                                 |                                 |                                 |                             |                             |                             |                             |                                                |                                                |                                                |                                                |                                                |                                                |                            |                            |                                 |                                 |                                 |                                 |                                 |                                 |
| Morfin Gaunt (c. 1905-1943) | Morfin Gaunt (c. 1905-1943) | Morfin Gaunt (c. 1905-1943) | Morfin Gaunt (c. 1905-1943) | Morfin Gaunt (c. 1905-1943) | Morfin Gaunt (c. 1905-1943) |                                 |                                 |                                 |                                 |                                 |                                 | Merope Gaunt (c. 1907-1926) | Merope Gaunt (c. 1907-1926) | Merope Gaunt (c. 1907-1926) | Merope Gaunt (c. 1907-1926) | Merope Gaunt (c. 1907-1926)                    | Merope Gaunt (c. 1907-1926)                    |                                                |                                                | Tom Jedusor (c. 1905-1943)                     | Tom Jedusor (c. 1905-1943)                     | Tom Jedusor (c. 1905-1943) | Tom Jedusor (c. 1905-1943) | Tom Jedusor (c. 1905-1943)      | Tom Jedusor (c. 1905-1943)      |                                 |                                 |                                 |                                 |
| Morfin Gaunt (c. 1905-1943) | Morfin Gaunt (c. 1905-1943) | Morfin Gaunt (c. 1905-1943) | Morfin Gaunt (c. 1905-1943) | Morfin Gaunt (c. 1905-1943) | Morfin Gaunt (c. 1905-1943) |                                 |                                 |                                 |                                 |                                 |                                 | Merope Gaunt (c. 1907-1926) | Merope Gaunt (c. 1907-1926) | Merope Gaunt (c. 1907-1926) | Merope Gaunt (c. 1907-1926) | Merope Gaunt (c. 1907-1926)                    | Merope Gaunt (c. 1907-1926)                    |                                                |                                                | Tom Jedusor (c. 1905-1943)                     | Tom Jedusor (c. 1905-1943)                     | Tom Jedusor (c. 1905-1943) | Tom Jedusor (c. 1905-1943) | Tom Jedusor (c. 1905-1943)      | Tom Jedusor (c. 1905-1943)      |                                 |                                 |                                 |                                 |
|                             |                             |                             |                             |                             |                             |                                 |                                 |                                 |                                 |                                 |                                 |                             |                             |                             |                             |                                                |                                                |                                                |                                                |                                                |                                                |                            |                            |                                 |                                 |                                 |                                 |                                 |                                 |
|                             |                             |                             |                             |                             |                             |                                 |                                 |                                 |                                 |                                 |                                 |                             |                             |                             |                             | Tom Elvis Jedusor (Lord Voldemort) (1926-1998) | Tom Elvis Jedusor (Lord Voldemort) (1926-1998) | Tom Elvis Jedusor (Lord Voldemort) (1926-1998) | Tom Elvis Jedusor (Lord Voldemort) (1926-1998) | Tom Elvis Jedusor (Lord Voldemort) (1926-1998) | Tom Elvis Jedusor (Lord Voldemort) (1926-1998) |                            |                            | Bellatrix Lestrange (1951-1998) | Bellatrix Lestrange (1951-1998) | Bellatrix Lestrange (1951-1998) | Bellatrix Lestrange (1951-1998) | Bellatrix Lestrange (1951-1998) | Bellatrix Lestrange (1951-1998) |
|                             |                             |                             |                             |                             |                             |                                 |                                 |                                 |                                 |                                 |                                 |                             |                             |                             |                             | Tom Elvis Jedusor (Lord Voldemort) (1926-1998) | Tom Elvis Jedusor (Lord Voldemort) (1926-1998) | Tom Elvis Jedusor (Lord Voldemort) (1926-1998) | Tom Elvis Jedusor (Lord Voldemort) (1926-1998) | Tom Elvis Jedusor (Lord Voldemort) (1926-1998) | Tom Elvis Jedusor (Lord Voldemort) (1926-1998) |                            |                            | Bellatrix Lestrange (1951-1998) | Bellatrix Lestrange (1951-1998) | Bellatrix Lestrange (1951-1998) | Bellatrix Lestrange (1951-1998) | Bellatrix Lestrange (1951-1998) | Bellatrix Lestrange (1951-1998) |
|                             |                             |                             |                             |                             |                             |                                 |                                 |                                 |                                 |                                 |                                 |                             |                             |                             |                             |                                                |                                                |                                                |                                                |                                                |                                                |                            |                            |                                 |                                 |                                 |                                 |                                 |                                 |
|                             |                             |                             |                             |                             |                             |                                 |                                 |                                 |                                 |                                 |                                 |                             |                             |                             |                             |                                                |                                                |                                                |                                                | Delphi Jedusor                                 |                                                |                            |                            |                                 |                                 |                                 |                                 |                                 |                                 |

Note : c. est l'abréviation de circa.

## Biographie fictive

### Jeunesse et ascension
Tom Elvis Jedusor naît le 31 décembre 1926. Il est le fils d'une sorcière, Merope Gaunt, et d'un moldu nommé également Tom Jedusor. Ce dernier abandonne son épouse lorsque celle-ci cesse de lui administrer le philtre d'amour grâce auquel elle était parvenue à le charmer. Merope met son fils au monde devant les portes d'un orphelinat et meurt une heure après en ayant le temps de choisir le prénom du bébé : Tom, comme son père, et Elvis, comme son grand-père. Le garçon, en grandissant, effraye ses camarades et vole des objets leur appartenant. Lorsqu'il atteint l'âge de onze ans, Albus Dumbledore vient le chercher pour l'emmener à Poudlard, et lui annonce qu'il est sorcier. Le professeur constate déjà le tempérament solitaire et secret de Jedusor, son goût pour la collection de « trophées », et décide depuis cette rencontre de rester sur ses gardes.
À Poudlard, le Choixpeau magique envoie Tom Jedusor à Serpentard. Jedusor ne sait pas encore à ce moment-là qu'il est l'héritier du fondateur même de cette Maison. Il séduit ses professeurs : il est studieux et consciencieux. Jedusor se montre cependant très réservé en présence de Dumbledore. Durant ses années de scolarité, Tom s'isole et fait des recherches assidues sur les origines de son père, persuadé que celui-ci était un sorcier jadis élève de Poudlard. Il est persuadé en parallèle que sa mère n'aurait pas pu mourir si elle avait été sorcière. Son âme, rongée par la fureur en découvrant que son père était un Moldu ayant abandonné sa mère sorcière, s'assombrit peu à peu. Il renie ses origines moldues et décide de changer de nom. En parallèle, il entreprend de nouvelles recherches, cette fois dans la famille de sa mère, et se constitue un groupe dévoué de sorciers au « sang pur » au sein même de l’école : les futurs mangemorts. Jedusor comprend qu'il est, par le sang de sa mère, le seul descendant encore vivant de Salazar Serpentard, et son héritier. Dumbledore se doute qu'il est le principal responsable de nombreux incidents qui surviennent à l'école, et notamment de la première ouverture de la Chambre des secrets ayant provoqué la mort d'une élève, alors que tous les indices apportés par Jedusor laissaient envisager la culpabilité de Hagrid. Durant l'été de ses seize ans, Jedusor se rend à Little Hangleton, le village de ses parents, et tue froidement son père, ainsi que ses grands-parents. Puis il modifie la mémoire de son oncle Morfin Gaunt pour qu'il s'accuse de ces meurtres, si bien que sa culpabilité n'aura jamais été prouvée. Il profite de sa visite chez son oncle pour lui voler la bague familiale des Gaunt.

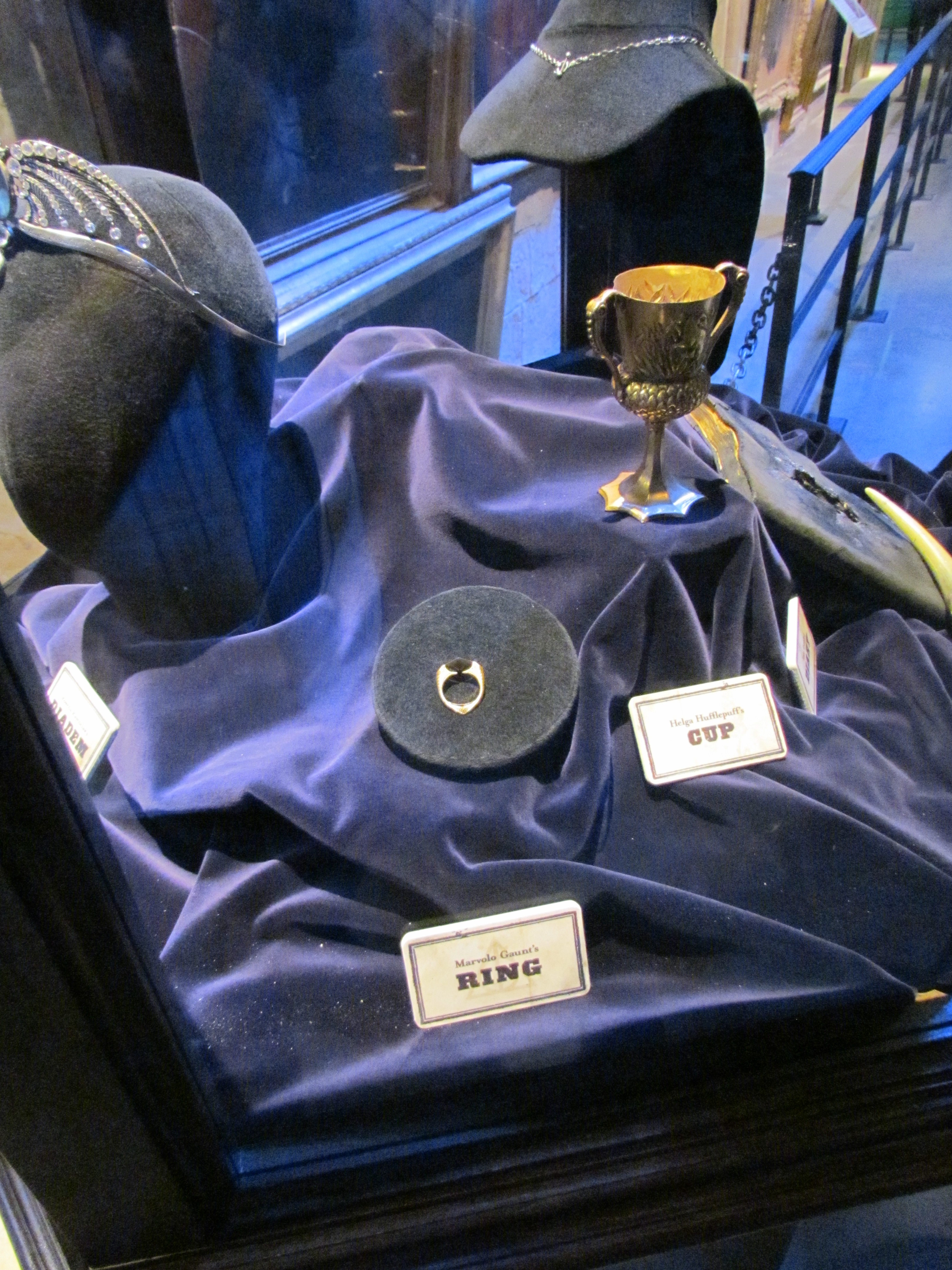
Plusieurs horcruxes de Voldemort, dont le diadème de Serdaigle, la bague des Gaunt et la coupe de Poufsouffle, tels que matérialisés dans les films.

Après avoir obtenu toutes ses BUSE et tous ses ASPIC, Jedusor, très attaché à Poudlard et souhaitant probablement obtenir du pouvoir et de l'ascendant sur les jeunes sorciers et sorcières, demande au directeur de l'époque, Armando Dippet, le poste de professeur de défense contre les forces du Mal, qui lui est refusé à cause de son jeune âge. Il s'engage alors chez Barjow et Beurk où il se révèle un vendeur talentueux et charismatique. Il met son charme à profit pour que ses clients sollicitent son expertise en matière d'objets magiques susceptibles de lui être vendus. Son obsession est de devenir immortel. Pour cela, il décide de créer six horcruxes — des objets à haute valeur symbolique pour lui, dans lesquels il introduira une partie de son âme en commettant un meurtre —, afin que son âme soit séparée en sept parties. Son journal intime et la bague des Gaunt constituent ses premiers horcruxes, créés respectivement par le meurtre de l'élève Mimi Geignarde lors de l'ouverture de la Chambre des secrets, et celui de son propre père. Il acquiert et ensorcelle ensuite la coupe de Poufsouffle et le médaillon de Salazar Serpentard, obtenus d'une cliente après l’avoir tuée. Après cela, Jedusor donne sa démission à Barjow et Beurk et disparaît durant une longue période.
À son retour en Écosse quelques années plus tard, Jedusor demande une entrevue avec Dumbledore, dorénavant directeur de Poudlard. Celui-ci constate que l'apparence de Jedusor a commencé à changer : ses traits autrefois séduisants ont laissé place à un visage aux traits déformés et le blanc de ses yeux est injecté de sang. Jedusor, qui se fait à présent nommer « Voldemort », renouvelle sa demande pour obtenir le poste de professeur de défense contre les forces du Mal, mais Dumbledore refuse à son tour, ayant eu vent des crimes que Jedusor a commis sous son surnom. Dumbledore avoue avoir perdu tout espoir de faire entendre raison à un être qui, bien qu'exceptionnel, s'est défait de toute humanité en mutilant son âme au-delà des limites de la simple magie noire.
De nombreuses années plus tard, Albus Dumbledore fonde pour la première fois l'Ordre du Phénix pour contrer l'ascension de « Voldemort ». Il est appuyé notamment par Minerva McGonagall, Alastor Maugrey, ainsi que les jeunes Remus Lupin, Sirius Black, Lily Evans et James Potter qui viennent de terminer leurs études à Poudlard.

### À l'époque de Harry Potter
Grâce à Severus Rogue, un jeune mangemort, Voldemort prend connaissance de la première moitié d'une prophétie faite par Sibylle Trelawney à Dumbledore peu avant juillet 1980, qui annonce qu'un enfant qui naîtra sous peu, et dont les parents auront déjà combattu trois fois Voldemort, aura le pouvoir de vaincre ce dernier définitivement. Voldemort est persuadé que l'enfant mentionné par la prophétie est le fils des Potter. Au début des événements de Harry Potter à l'école des sorciers, il assassine donc James et Lily Potter et tente de s'en prendre également à leur fils Harry. Mais le sortilège qu'il utilise rebondit sur l'enfant, lui infligeant seulement une cicatrice en forme d'éclair sur le front. Le corps détruit mais l'esprit sauf grâce à ses horcruxes, Voldemort disparaît à la suite de cet événement pour se réfugier en Albanie.
Dix ans plus tard, il persuade l'un des nouveaux professeurs de Poudlard, Quirinus Quirrell, de l'aider à se régénérer en s'appropriant une pierre philosophale conservée au château. Voldemort, qui se déplace via le corps de l'enseignant (son visage apparaît au revers de la tête de Quirrell), attaque Harry qui souhaite l’empêcher de dérober la pierre, mais découvre que le contact physique avec le garçon lui est insoutenable grâce au sacrifice de Lily Potter qui s'est interposée jadis pour le sauver. Quirrell en meurt et Voldemort disparaît de nouveau.
L'année suivante, dans Harry Potter et la Chambre des secrets, Harry Potter met la main sur l'ancien journal intime de Jedusor et communique avec ce « Tom Jedusor », sans savoir qu'il s'agit de Voldemort. Le « souvenir » de Jedusor, en utilisant Ginny Weasley, attire Harry Potter jusqu'à la Chambre des secrets et l'oblige à affronter son basilic. Harry Potter, aidé par le phénix de Dumbledore, tue la créature et transperce le journal avec l'un de ses crochets venimeux, détruisant la magie noire du journal et le souvenir de Voldemort.

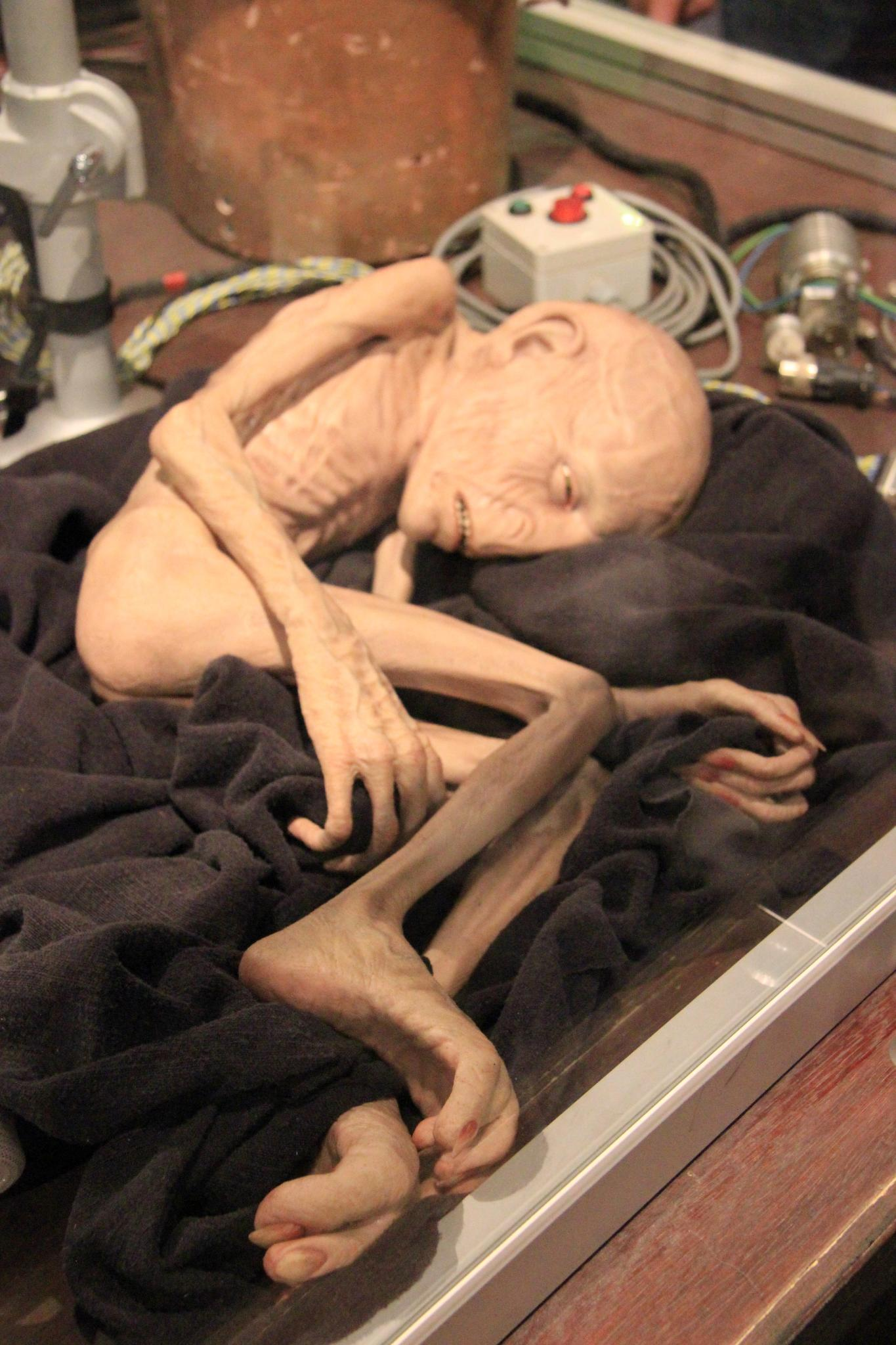
Marionnette utilisée notamment pour le quatrième film, représentant Voldemort avant sa régénération.

Dans Harry Potter et la Coupe de feu, Peter Pettigrow, un ancien ami de James et Lily Potter devenu mangemort, se rend en Albanie pour y retrouver Voldemort et le ramener en Grande-Bretagne sous une forme semblable à celle d'un bébé. Avec l'aide de Pettigrow et d'un autre partisan fanatique, Bartemius Croupton Jr., ainsi qu'en contraignant Bertha Jorkins, une employée du ministère, à lui révéler de nombreuses informations sur l'organisation du tournoi des trois sorciers à Poudlard, il exécute un plan complexe pour attirer Harry Potter dans un piège par le biais d'un portoloin déguisé en trophée. En tuant Jorkins, Voldemort transverse une part de son âme dans son serpent Nagini, qui constitue un nouvel horcruxe. Il utilise ensuite le sang de Harry Potter (tombé dans le piège) lors d'un rituel qui lui permet de retrouver son corps et une silhouette caractéristique qu'il conservera jusqu'à la fin de la saga : un homme chauve, avec des yeux rouges aux pupilles verticales et aux narines rappelant celles d'un serpent. Harry parvient toutefois à s'enfuir, avec l'aide des silhouettes immatérielles de ses parents, et récupère la coupe portoloin qui le ramène à Poudlard. Dumbledore et Harry tentent d'alerter le ministère de la Magie, mais découvrent la réticence et la crainte du ministre Cornelius Fudge à reconnaître les faits.
En effet, dans Harry Potter et l'Ordre du Phénix, malgré l'évasion d'un groupe de mangemorts de la prison d'Azkaban, le ministre de la Magie refuse absolument de croire au retour de leur maître et discrédite ceux qui, comme Harry Potter et Dumbledore, tentent d'alerter l'opinion publique. Voldemort préfère donc rester discret au cours de l'année qui suit sa résurrection, concentrant ses efforts à obtenir la totalité du contenu de la prophétie,. Après avoir attiré Harry au Ministère, Voldemort y intervient personnellement, mais se retrouve confronté à Dumbledore. Les deux hommes se livrent à un duel au cours duquel chacun fait démonstration de ses extraordinaires pouvoirs. Voldemort est surpris que Dumbledore ne cherche visiblement pas à le tuer lors du combat, ce à quoi Dumbledore répond que la crainte de sa mort a toujours constitué sa principale faiblesse. Voldemort tente finalement de prendre possession du corps de Harry, devenu simple spectateur du combat, mais découvre que cela lui est impossible, puisque les sentiments humains ressentis par le garçon lui sont devenus insupportables. Le duel se termine par la fuite de Voldemort au moment où la foule des employés fait irruption au ministère. De nombreux témoins l'aperçoivent, dont le ministre lui-même, et le retour du mage noir est par conséquent reconnu et rendu officiel. Voldemort ne parviendra pas à entendre la fin de la prophétie car la sphère qui la contenait s'est détruite accidentellement dans la bataille. Dumbledore en révèle finalement la teneur à Harry, qui comprend que, parce qu'il a été désigné par Voldemort lui-même comme son principal ennemi, il est aussi désigné comme la seule personne à pouvoir le vaincre.

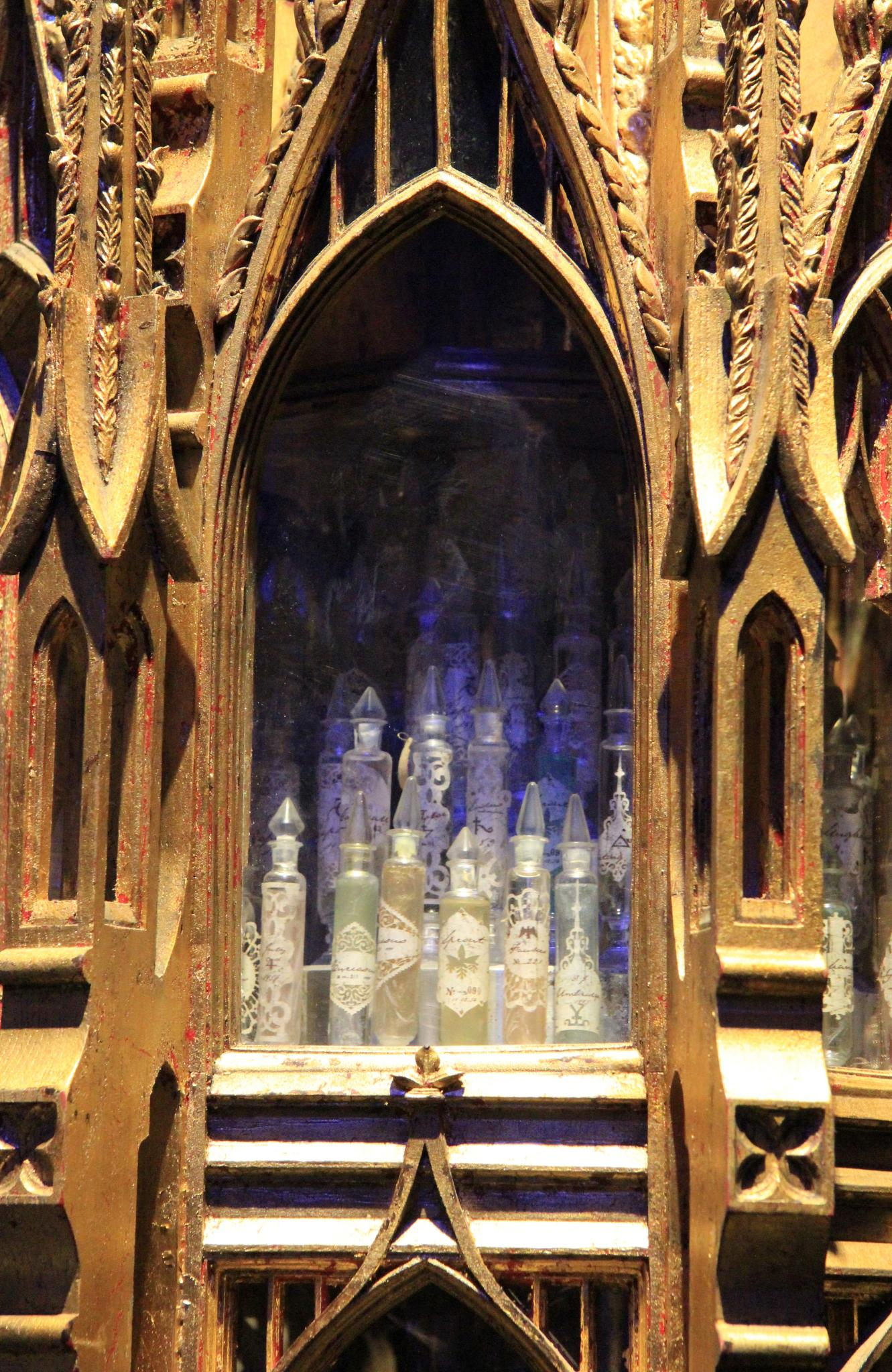
Les souvenirs récoltés par Dumbledore (sixième film), comportant notamment ceux liés à la jeunesse de Tom Jedusor.

L'été suivant, avant les événements de Harry Potter et le Prince de sang-mêlé, Dumbledore retrouve la bague des Gaunt dans les ruines de la maison des Gaunt. Il la détruit, ce qui provoque une grave blessure à sa main droite. Severus Rogue parvient à ralentir la progression du maléfice, mais Dumbledore est condamné à mourir. Durant l'année scolaire qui suit, Dumbledore décide donc de préparer Harry Potter à la suite du travail en lui faisant découvrir les antécédents et les motivations du mage noir par le biais des différents souvenirs qu'il a récoltés. Dumbledore et Harry parviennent à l'hypothèse que les quatre autres horcruxes restants sont le médaillon de Serpentard, la coupe de Poufsouffle, le serpent de Voldemort (Nagini) et un objet ayant appartenu à Rowena Serdaigle, autre cofondatrice de Poudlard. Dumbledore meurt peu de temps après, achevé par Severus Rogue, ce qui retire vraisemblablement à Voldemort son principal obstacle sur le chemin du pouvoir (mais qui permet en parallèle à Rogue de rester crédible aux yeux de Voldemort).
Dans Harry Potter et les Reliques de la Mort, Voldemort installe ses quartiers dans le manoir de Lucius Malefoy et parvient rapidement à s'emparer du pouvoir. Il fait tuer Rufus Scrimgeour et contrôle désormais le ministère de la Magie. Il prend également indirectement possession de Poudlard en faisant nommer son fidèle Severus Rogue directeur de l'école. Parallèlement, Voldemort soumet la population magique britannique à une intense propagande : il contrôle la Gazette du Sorcier, menace les journalistes récalcitrants en faisant pression sur les membres de leur famille, fait poster des affiches appelant à dénoncer Harry Potter, l'« Indésirable numéro 1 » et ensorcelle son propre nom Voldemort pour que toute personne assez audacieuse pour le prononcer soit immédiatement repérée par magie, où qu'elle se cache.
La victoire de Voldemort ne peut toutefois être complète tant que Harry survit et que son nom rallie les espoirs chez les résistants. Voldemort tente de le tuer peu avant ses 17 ans lorsque l'Ordre du Phénix le transfère depuis la maison des Dursley. Au cours d'une bataille-poursuite aérienne, il parvient à tuer l'Auror Maugrey Fol Œil. Cependant, la baguette qu'il a empruntée à Lucius Malefoy échoue à atteindre Harry. La baguette de Harry, jumelle de celle de Voldemort, déclenche un sortilège puissant contre le Mage Noir, sans même que Harry l'ait commandé. Inquiet de ce phénomène, Voldemort part à l'étranger à la recherche de la baguette de Sureau, supposée être la baguette la plus puissante du monde et donc invincible. Il en cherche le dernier propriétaire, et, pour cela, rend visite au mage noir Grindelwald dans sa prison de Nurmengard. Voldemort, méprisé par Grindelwald, assassine ce dernier et récupère la baguette de sureau dans la tombe de Dumbledore, son dernier possesseur. Plus tard, Voldemort fait tuer froidement Severus Rogue, meurtrier de Dumbledore, par son serpent Nagini, afin de s'assurer d'être bien le nouveau propriétaire légitime de la baguette. Découvrant tardivement qu'en son absence, Harry et ses amis ont commencé à chercher ses horcruxes, Voldemort vérifie une à une les cachettes de ces derniers. Il découvre avec rage la disparition de la Coupe de Poufsouffle, de la Bague de Gaunt et du Médaillon de Serpentard. Il livre involontairement à Harry, qui peut toujours entrer en vision dans son esprit, la cachette du Diadème de Serdaigle, le prochain horcruxe : à Poudlard. Voldemort invite Harry, au terme d'un premier assaut de l'école particulièrement meurtrier, à venir se livrer dans la forêt interdite pour éviter une nouvelle bataille et des pertes humaines. Entre-temps, Harry apprend des souvenirs de Severus Rogue qu'il est lui-même un septième horcruxe de Voldemort, créé lorsque Voldemort a tenté, seize ans plus tôt, de le tuer. Ainsi s'expliquent les connexions entre leurs deux âmes, ou leur don commun du Fourchelang. Cela implique aussi l'impossibilité pour Voldemort de mourir tant que Harry vit. Harry accepte donc de se sacrifier pour rendre son ennemi de nouveau mortel. Pensant être parvenu à tuer le garçon — et ignorant qu'il n'a détruit que la part de son âme qui demeurait dans son ennemi — Voldemort le fait transporter triomphalement aux portes de Poudlard. Mais la bataille reprend, et Neville Londubat parvient à tuer Nagini, le dernier horcruxe. Voldemort voit tomber autour de lui ses partisans, notamment Bellatrix Lestrange, et Harry se relever. Voldemort apprend de lui que Rogue a toujours été du côté de Dumbledore depuis le meurtre de sa mère Lily, que Rogue aimait en secret. Harry n'hésite plus à l'appeler par son vrai nom, Tom Jedusor, à railler son incapacité à apprendre de ses erreurs, et son mépris pour l'amour. Voldemort se croit cependant toujours invincible tant qu'il possède la baguette de Sureau. Mais Harry lui révèle aussi qu'il n'en est pas le vrai maître, car Rogue n'a jamais vaincu Dumbledore, ne faisant que le tuer selon un plan préalablement convenu entre eux. Le vrai propriétaire de la baguette fut Drago Malefoy, qui avait désarmé Dumbledore avant l'arrivée de Rogue, et subséquemment Harry lui-même, qui a entre-temps désarmé Drago. Refusant de le croire, Voldemort utilise à nouveau l'Avada Kedavra contre Harry qui, de son côté, utilise l'Expelliarmus. Une dernière fois, le sortilège est renvoyé à Voldemort tandis que sa baguette lui est arrachée des mains et retombe dans celles de Harry. Voldemort meurt sur le coup.

## Analyse

### L'homme fort nietzschéen?

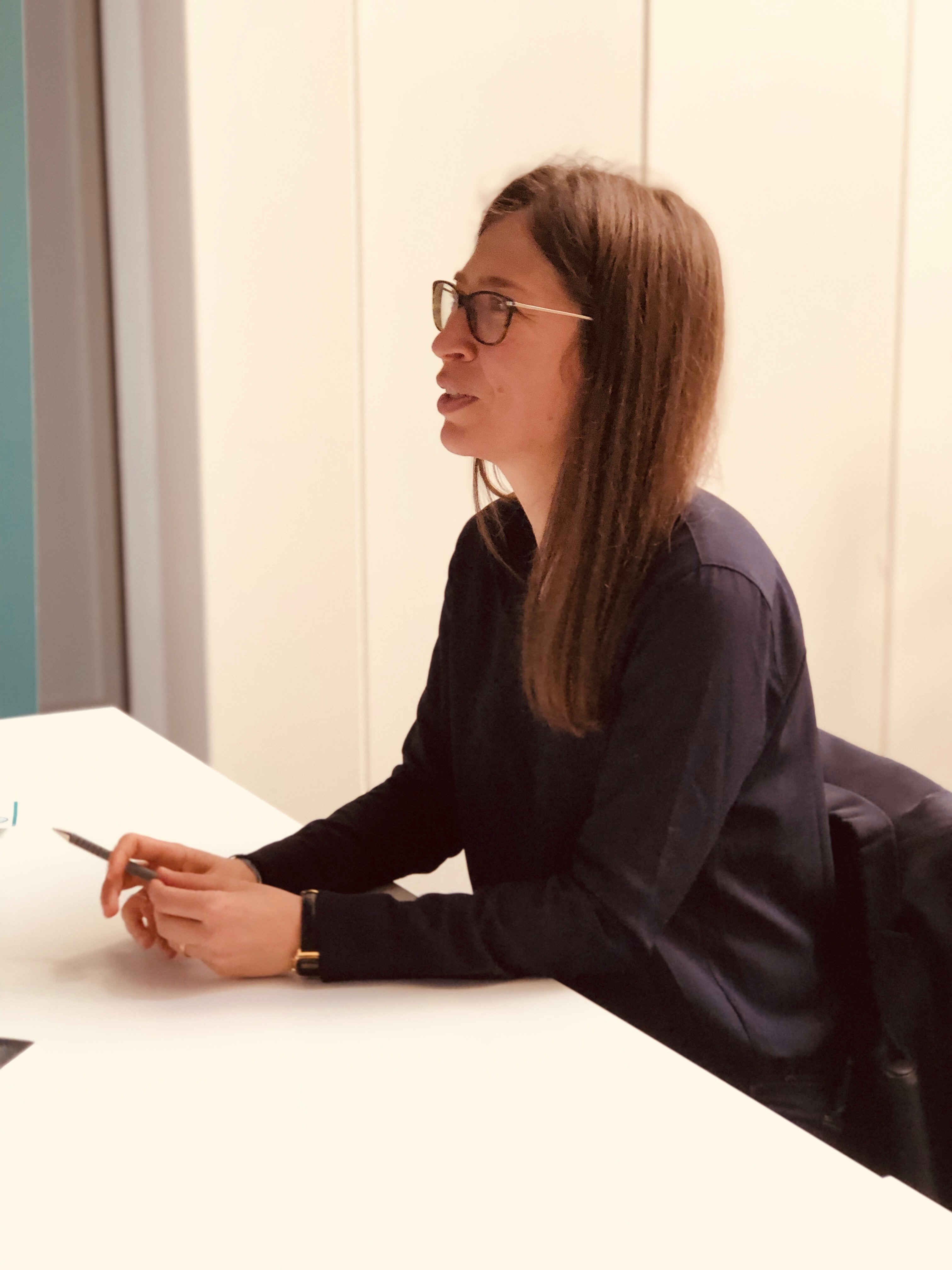
La philosophe Marianne Chaillan évoque les parallèles qui ont été faits entre Voldemort et la pensée de Nietzsche.

Selon Rowling, si Voldemort regardait dans le miroir du Riséd (qui montre le désir le plus profond d'une personne), il s'y verrait lui-même, tout-puissant et éternel.
Dans son livre Harry Potter à l'école de la philosophie, Marianne Chaillan émet l'hypothèse que certains aspects de Voldemort puissent être associés, à tort, à la pensée de Nietzsche, notamment du fait que de nombreux fans ont reconnu sous les traits du mage noir une métaphore des nazis et que les concepts développés par Nietzsche ont longtemps été associés à l'idéologie nazie,. L'allusion à Par-delà bien et mal et à l'homme fort nietzschéen est faite dès la fin du premier tome de Harry Potter, lorsque le professeur Quirrell, sous l'influence de Voldemort, inverse les valeurs morales et dit qu'« il n'y a pas de bien et de mal, il n'y a que le pouvoir et ceux qui sont trop faibles pour le rechercher ». Marianne Chaillan pense également que Voldemort rejoint Nietzsche sur la question de la pitié et le sentiment que l’on « perd de sa force quand on compatit ». Voldemort témoigne d'ailleurs aussi peu de pitié pour ses ennemis que pour ses partisans. Mais il maltraite et tue des personnages juste pour le plaisir. Il est dépourvu de conscience, ne ressent aucun remords et n'attribue aucune valeur à la vie, hormis à la sienne. Il ne ressent pas le besoin d'être accompagné, ni aimé, et ne peut comprendre ce sentiment éveillé chez un autre :

« S'il y a une chose que Voldemort est incapable de comprendre, c'est l'amour. […] Toucher quelqu'un qui a été marqué par quelque chose d'aussi beau ne pouvait susciter en lui que de la souffrance. »

— Albus Dumbledore à Harry Potter, Harry Potter à l'école des sorciers
L'aspiration au pouvoir traduit pour Nietzsche une forme de faiblesse et de manque. Dans certains passages, comme au ministère de la Magie à la fin de L'Ordre du Phénix, c'est Harry qui devient l'homme fort nietzschéen en « affirmant la vie » au moment où Voldemort, prenant possession de son corps, souhaite qu'il la perçoive comme vaine et destructrice. Le pouvoir de Voldemort s'enracine plutôt dans la douleur et la souffrance de l’autre et assimiler Voldemort à une figure nietzschéenne serait, selon Marianne Chaillan, un contresens. La sagesse, dans la saga, consiste « à utiliser sa vulnérabilité, ses émotions, ses fragilités et ses souffrances comme autant de forces ». Voldemort, qui est incapable d'« affirmer la vie dans toutes ses dimensions », qui refuse ses aspects douloureux ou tragiques et qui se veut invulnérable et immortel — au point de créer des horcruxes —, répondrait au contraire à la définition de l’homme « décadent » de Nietzsche, qui est animé par un instinct de dégénérescence.
Pour J. K. Rowling, la différence fondamentale entre Harry et Voldemort réside dans le fait que Harry accepte la mort et devient par conséquent plus fort que son ennemi. Harry serait, selon Chaillan, l'incarnation de l'« approbation suprême » de Nietzsche là où Voldemort incarnerait l'instinct de dégénérescence,. Rowling ajoute avoir volontairement précisé le fait que Harry avait été formidablement aimé au tout début de sa vie, ce qui lui aurait assuré une protection, dans le sens où son cerveau se serait « développé différemment » de celui de Voldemort, qui lui a été placé dans un orphelinat dès sa naissance.
D'autre part, la conception de Voldemort (par l'influence de la potion Amortentia - philtre d'amour administré par sa mère Merope Gaunt sur le Moldu Tom Jedusor) est liée à son incapacité à comprendre l'amour et l'acceptation :

« Il s'agit d'une manière symbolique de montrer qu'il est venu d'une union sans amour - mais bien sûr, tout aurait changé si Merope avait survécu et l'avait aimé. L'enchantement sous lequel Tom Jedusor senior a engendré Voldemort est important car il montre la coercition, et il ne peut y avoir de nombreuses façons plus préjudiciables à entrer dans le monde que comme le résultat d'une telle union. »

— J. K. Rowling

### Parallèles dans la littérature et la mythologie
Selon Gilles Vervish et Mathilde Cesbron, journalistes culturels du Point, Voldemort peut être rapproché de la Faucheuse « voleuse de vie » comme du vampire. Sa silhouette rappelle celle des vampires des livres d'Anne Rice (Entretien avec un vampire), ou du Nosferatu de Murnau. Il peut faire référence au mythe du suceur de sang et répondre à la description d'un vampire de la littérature classique : un corps froid qui boit le sang de ses victimes pour prolonger son semblant de vie : il boit le sang d'une licorne dans Harry Potter à l'école des sorciers pour survivre, et c'est en allant à la rencontre de vampires dans l'est de l'Europe que le professeur Quirrell fait sa connaissance. La principale différence réside dans le fait que la morsure du vampire serait une métaphore de l’acte sexuel, tandis que Voldemort est dénué d'amour et de désir charnel.
Dans Le monde antique de Harry Potter, Blandine Le Callet fait le rapprochement entre Voldemort et Hadès, le dieu grec des Enfers. Il est habillé en noir et sa baguette, comme le spectre d'Hadès, est composé de bois d'If, un arbre toxique généralement présent dans les cimetières et associé à la mort. De même, l'évocation du nom de Hadès est généralement crainte et contournée par des surnoms comme Aidôneus (« celui qu'on ne voit pas »). Le Callet prête aussi à Voldemort une dimension prométhéenne de par « sa volonté coupable de faire des hommes les égaux des dieux ». Il serait l'incarnation de l'hubris : l'excès, la démesure, l'orgueil qui conduit l'homme à oublier sa condition de mortel, et qui conduit Voldemort à créer ses horcruxes. Or, J. K. Rowling, bien que rapprochant plusieurs de ses personnages sorciers des divinités, insiste surtout sur leur humanité : ils sont sensibles et mortels. L'hubris de Voldemort le pousse à renier ses points communs avec les non-sorciers pour ne voir en eux que des êtres inférieurs qu'il faut asservir ou détruire. En parallèle, la vision d'un Voldemort très diminué, écorché et souffrant à la fin de Harry Potter et les Reliques de la Mort, lorsque tous ses horcruxes ont été détruits, fait écho aux tourments subis dans les Enfers par les grands criminels.

## Adaptations

### Au cinéma

#### FilmsHarry Potter
Dans Harry Potter à l'école des sorciers en 2001, Ian Hart, qui interprète le professeur Quirrell dans ce même film, prête sa voix à Voldemort. Dans les scènes de flash-back où le personnage apparaît encapuchonné, la silhouette est celle de Richard Bremmer.

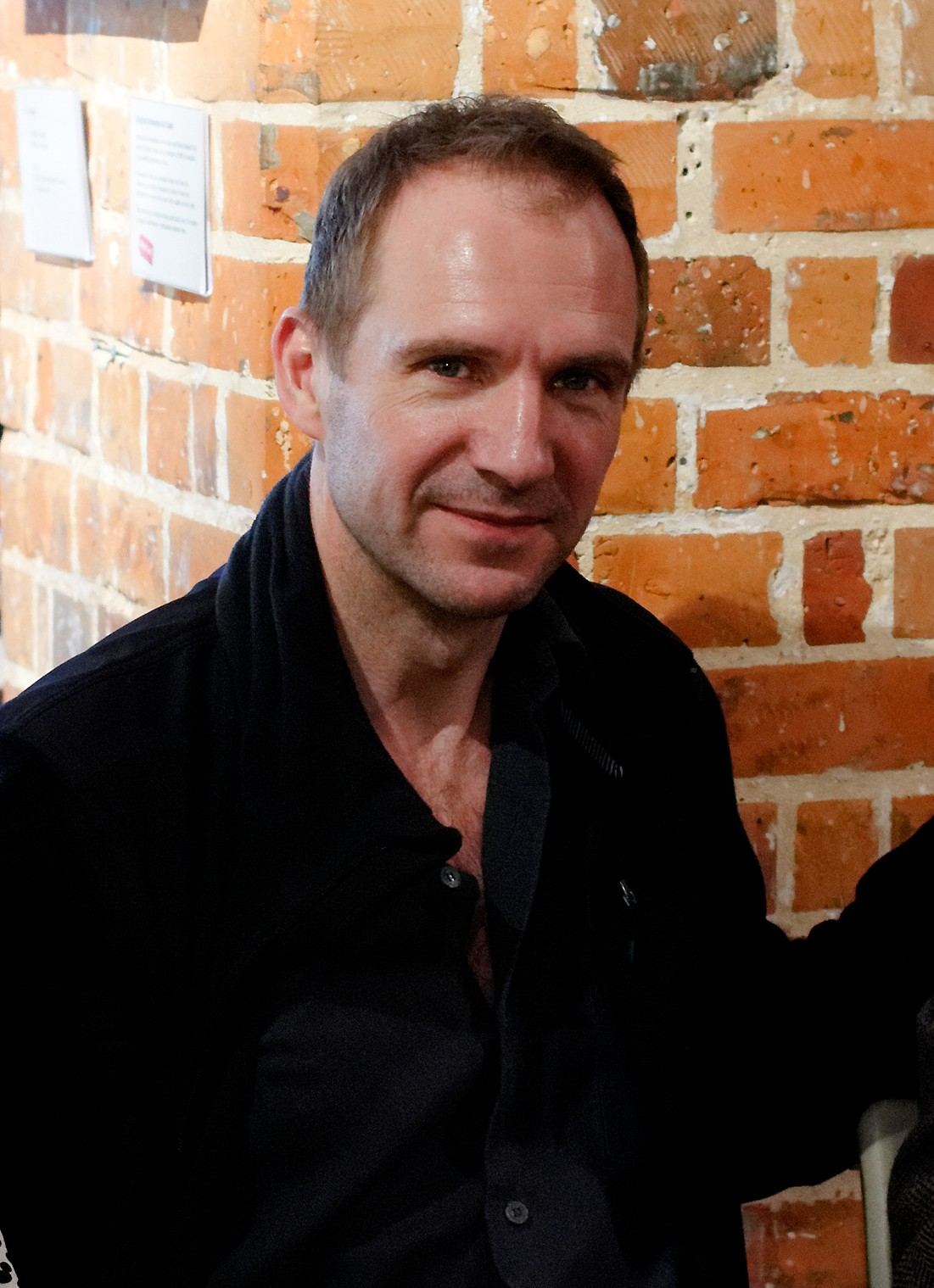
Ralph Fiennes interprète Voldemort (adulte) dans les films Harry Potter.

Pour interpréter Voldemort adulte à partir de Harry Potter et la Coupe de feu (2005), l'équipe technique recherche un acteur charismatique capable d'inspirer l'effroi, et se tourne très rapidement vers Ralph Fiennes, récompensé pour ses rôles dans La Liste de Schindler (1993) et Le Patient anglais (1996). La moitié de ce quatrième film est déjà tournée lorsque l'acteur accepte d'incarner le personnage, à la suite des sollicitations du réalisateur Mike Newell. N'étant pas familier à l'univers de Harry Potter, il n'est d'abord pas convaincu par le rôle et souhaite au préalable voir une partie du film avant de s'engager. C'est finalement l'engouement de ses neveux et nièces, ainsi que les premiers croquis du personnage qui le convainquent. Il est conscient que le personnage doit conserver un côté humain crédible pour être véritablement effrayant, :

« Je le voulais profondément, humainement diabolique, et que cette méchanceté provienne de sa peur, de sa frustration et de sa tristesse. […] Le livre détaille comment l'idée de l’amour répugne Voldemort. On ne peut s'empêcher de penser qu'il en a été privé et que c’est devenu une chose méprisable qu'il doit détruire. »

— Ralph Fiennes
Par la suite, Ralph Fiennes reprendra le rôle de Voldemort dans les cinquième, septième et huitième films.
Nick Dudman et son équipe conçoivent l'apparence du personnage, et se réfèrent dans un premier temps à la description donnée dans le livre : un faciès de serpent avec des yeux rouges. Ralph Fiennes se rase la tête pour le rôle, et doit subir deux heures de maquillage avant chacune de ses scènes. La première technique est de vaporiser du maquillage sur le visage et les mains de l’acteur pour créer une peau très pâle avec des veines visibles. Mais pour gagner du temps et conserver la continuité du dessin, le motif est recopié sur du papier pour créer des tatouages transférables sur la peau de Fiennes. Les lentilles de contact rouges sont abandonnées rapidement pour ne pas focaliser l'attention des spectateurs sur cette particularité, mais plutôt sur le regard et l'expressivité de l’acteur. Son nez est effacé numériquement pour ressembler à celui d'un serpent, avec deux fentes pour narines. Fiennes préfère ce choix au fait de porter des prothèses : « c'est le genre de rôle où l'on est souvent tenté de couvrir un acteur. Mais on fige un visage quand on porte toutes ces choses-là. [Ici] je n’ai rien autour de la bouche ou du cou, si bien que les muscles de mon visage peuvent bouger librement. Je préfère faire passer le message à travers mon jeu plutôt qu'à travers une apparence ».
Pour le costume, Ralph Fiennes est habillé principalement de soie très fine, flottante et tactile. La costumière Jany Temime explique qu'il « revient à la vie. Il récupère littéralement sa peau, et je me suis dit que cette robe devrait être pour lui comme une membrane. [Ralph] a des bras merveilleux, et une telle expressivité dans sa démarche. Voilà qui devait transparaître à l'écran ».

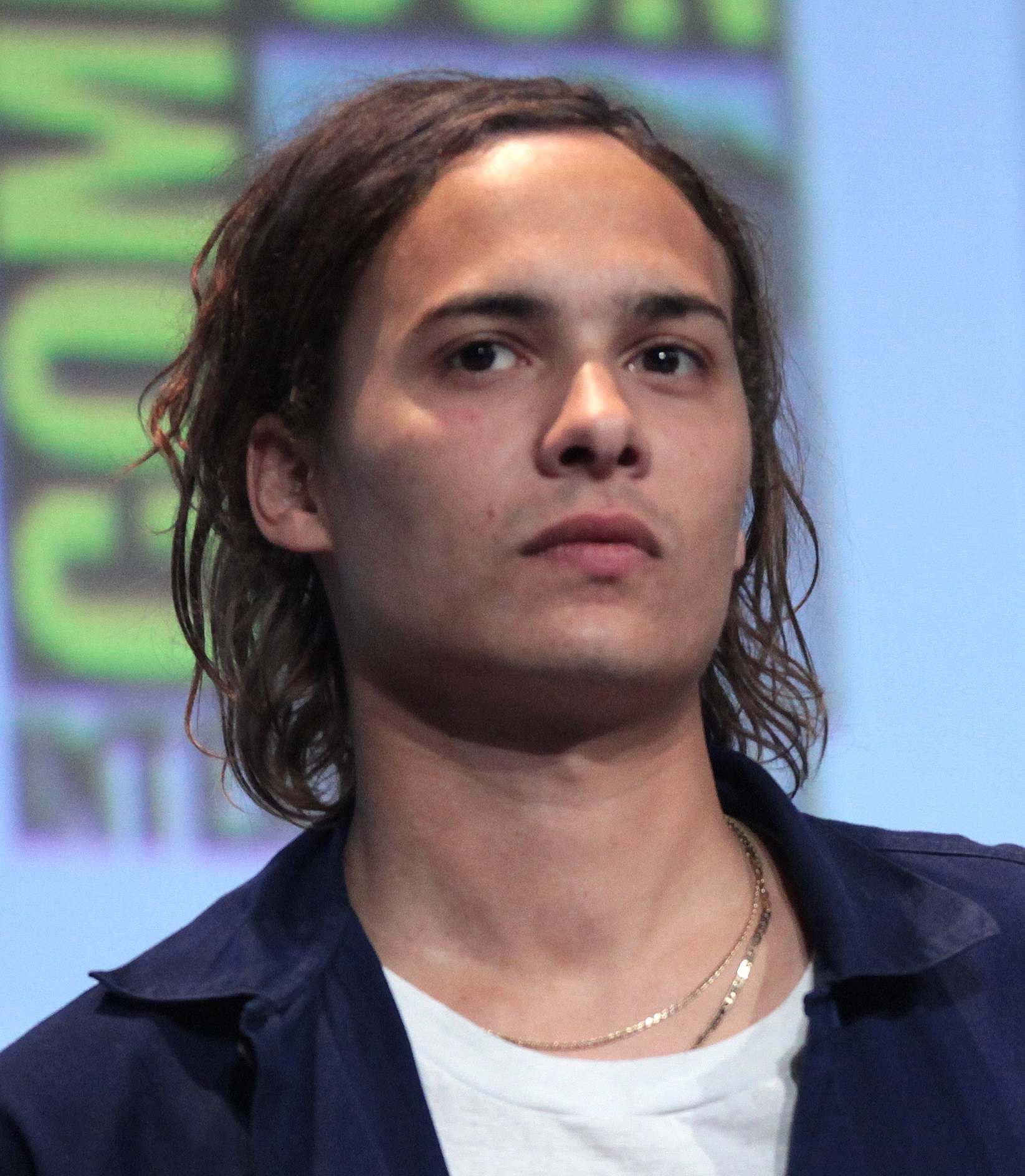
Frank Dillane interprète Tom Jedusor adolescent dans Harry Potter et le Prince de sang-mêlé en 2009.

Plusieurs acteurs se sont également succédé pour interpréter le personnage enfant et adolescent. Dans Harry Potter et la Chambre des secrets en 2002, Tom Jedusor âgé de 16 ans est interprété par Christian Coulson. Dans Harry Potter et le Prince de sang-mêlé en 2009, le personnage apparaît enfant (à 11 ans) et adolescent (à 15 ans) dans des scènes de souvenirs. Il y est interprété respectivement par Hero Fiennes-Tiffin — le neveu de Ralph Fiennes —, et Frank Dillane.
Dans Harry Potter à l’école des sorciers, la voix française de Voldemort est assurée par Philippe Peythieu et la voix québécoise par Sébastien Dhavernas. À partir du 4e film, Ralph Fiennes est doublé en versions francophones par les comédiens Patrick Laplace (version française) et Jean-Luc Montminy (version québécoise).

### Au théâtre
J. K. Rowling a participé au développement de la pièce de théâtre Harry Potter et l'Enfant maudit, en donnant des idées pour une huitième histoire, écrite spécifiquement pour le théâtre par Jack Thorne en 2016. Elle a été mise en scène par John Tiffany.
Dans cette histoire, qui débute dix-neuf ans après les événements de Harry Potter et les Reliques de la Mort, il est révélé que Bellatrix Lestrange a donné naissance à Delphini, la fille de Voldemort, qui se fait passer pour la cousine de Cedric Diggory. En manipulant Albus Potter (le fils de Harry Potter) et son ami Scorpius Malefoy (le fils de Drago Malefoy), elle les convainc de voler un prototype de retourneur de temps. En l’utilisant, Scorpius et Albus modifient le passé et créent un futur alternatif où Voldemort est parvenu à tuer Harry Potter. Pour faire de ce scénario une réalité permanente et ainsi assurer la victoire de son père, Delphi voyage dans le temps jusqu'à Godric's Hollow, la nuit où Voldemort a tué les parents de Harry, en espérant pouvoir l'avertir de la prophétie. Mais Harry Potter, Ron Weasley, Hermione Granger et Drago Malefoy, ayant reçu un message d'Albus Potter, arrivent pour l'en empêcher : Harry prend l’apparence de Voldemort grâce à un sortilège pour tromper Delphi et l'ensemble du groupe parvient à la neutraliser. Le véritable Voldemort arrive un peu plus tard, tue les parents de Harry comme l'histoire le prévoyait, et programme ainsi sa fin des années plus tard. De retour dans le présent, Delphi est envoyée à Azkaban.
Voldemort est interprété sur scène par Paul Bentall (à Londres) en 2016 et 2017 et par Byron Jennings (à Broadway) en 2018.

## Culture populaire
Le personnage de Voldemort apparaît dans Lego Batman, le film de Chris McKay en 2017. Eddie Izzard double le personnage en version originale (Thibaut Lacour en version française). À noter que Ralph Fiennes double dans ce film un autre personnage.
Deux fanfilms se centrent sur Voldemort, Voldemort : Les Origines de l'héritier (2018) et The House of Gaunt (2021), focalisés sur la jeunesse de l'antagoniste.
Une fourmi découverte en Australie, Leptanilla voldemort, a été nommée d'après Voldemort à cause de son apparence.